# 斯托寧頓 (伊利諾伊州)
斯托寧頓（英語：Stonington）是位於美國伊利諾伊州克里斯蒂安縣的一個村落。

## 地理
斯托寧頓的座標為39°38′16″N 89°11′30″W / 39.63778°N 89.19167°W，而該地最高點為海拔高度188米（即617英尺）。

## 人口
根據2010年美國人口普查的數據，斯托寧頓的面積為1.18平方千米，當中陸地面積為1.18平方千米，而水域面積為0.00平方千米。當地共有人口932人，而人口密度為每平方千米789人。